# Columbia's 30th Street Studio
Pour les articles homonymes, voir Columbia et Studio.
Columbia's 30th Street Studio ou CBS 30th Street Studio ou The Church (l'église, en anglais) est un ancien studio d'enregistrement de Columbia Records,, de Manhattan à New York aux États-Unis, en activité de 1948 à 1981.  

## Histoire
Columbia Records fonde ce studio d'enregistrement en 1948 (surnommé The Church) dans une ancienne église presbytérienne de 1875, du 207 East 30th Street, entre la Deuxième et la Troisième Avenue de Manhattan à New York. 
Ce studio est considéré comme un des plus grands et meilleurs studios d'enregistrement du monde de son temps, avec une immense salle d'enregistrement de 30 m de long, sur 16 m de large, et 15 m de haut,. Un immeuble résidentiel de dix étages a été construit en 1985 sur son emplacement.

## Studio d'enregistrement
De nombreux enregistrements ont été réalisés dans ce lieu, dont,, :
- Pop, rock, folk : Pink Floyd, Bob Dylan, Janis Joplin, Johnny Cash, Tony Bennett, Simon and Garfunkel...
- Jazz : Miles Davis, Duke Ellington, Dizzy Gillespie, Thelonious Monk, Dave Brubeck, Charles Mingus, Bill Evans, Gil Evans, Billie Holiday, Aretha Franklin, Mahalia Jackson ...
- Musique classique : Rudolf Serkin, Vladimir Horowitz, Igor Stravinsky, Leonard Bernstein...

### Quelques albums
- 1955 : Glenn Gould, album Bach: The Goldberg Variations (Glenn Gould album) (en)
- 1955 : Mahalia Jackson, album Sweet Little Jesus Boy (en)
- 1956 : Ray Conniff, album 'S Wonderful! (en)
- 1957 : Leonard Bernstein, album West Side Story (Original Broadway Cast) (en)
- 1957 : Miles Davis, album 'Round About Midnight
- 1958 : Duke Ellington, Newport 1958 (en)
- 1958 : Billie Holiday, album Lady in Satin, avec Ray Ellis (en)
- 1958 : Miles Davis, album Milestones
- 1959 : Miles Davis, album Kind of Blue[10]

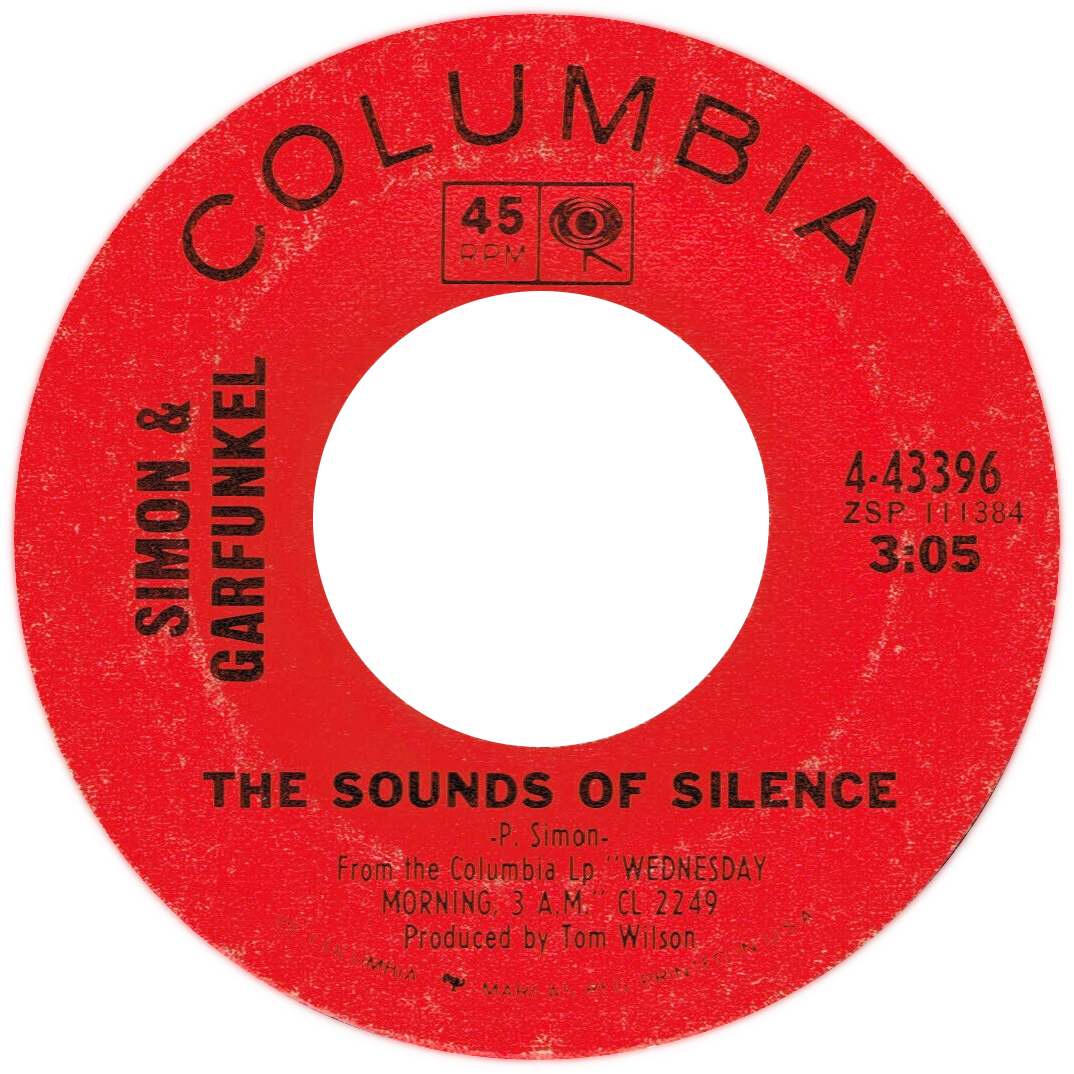
The Sound of Silence, de Simon and Garfunkel (1964)

- 1959 : Charles Mingus, album Mingus Ah Um
- 1959 : Charles Mingus, album Mingus Dynasty
- 1959 : Dave Brubeck, album Time Out (dont Take Five)
- 1960 : Duke Ellington, Blues in Orbit (en)
- 1961 : Aretha Franklin, album Aretha
- 1962 : Thelonious Monk, album Monk's Dream
- 1963 : Barbra Streisand, chanson People
- 1964 : Simon and Garfunkel, album Wednesday Morning, 3 A.M. (dont The Sound of Silence[11])
- 1964 : Dave Brubeck, album Jazz Impressions of Japan (en)
- 1965 : Bob Dylan, album Highway 61 Revisited
- 1970 : Miles Davis, album Bitches Brew
- 1971 : Bill Evans, album The Bill Evans Album
- 1974 : Bill Evans, album Symbiosis
- 1979 : Pink Floyd, album The Wall